# جون مادوكس روبرتس
جون مادوكس روبرتس (بالإنجليزية: John Maddox Roberts)‏ (25 يونيو 1947، أوهايو في الولايات المتحدة)؛ كاتب، جندي وروائي أمريكي.